# Biwerbach
Biwerbach (lb. Biwerbaach) – mała miejscowość (lieu-dit) we wschodnim Luksemburgu, w kantonie Grevenmacher, w gminie Biwer. Do 3 października 2015 miejscowość leżała w dystrykcie Grevenmacher. Liczy 12 mieszkańców (1 stycznia 2023).